# NGC 5586
NGC 5586 is een niet-bestaand object in het sterrenbeeld Ossenhoeder. Het hemelobject werd op 4 juni 1886 ontdekt door de Amerikaanse astronoom Lewis A. Swift.